# Rooibank

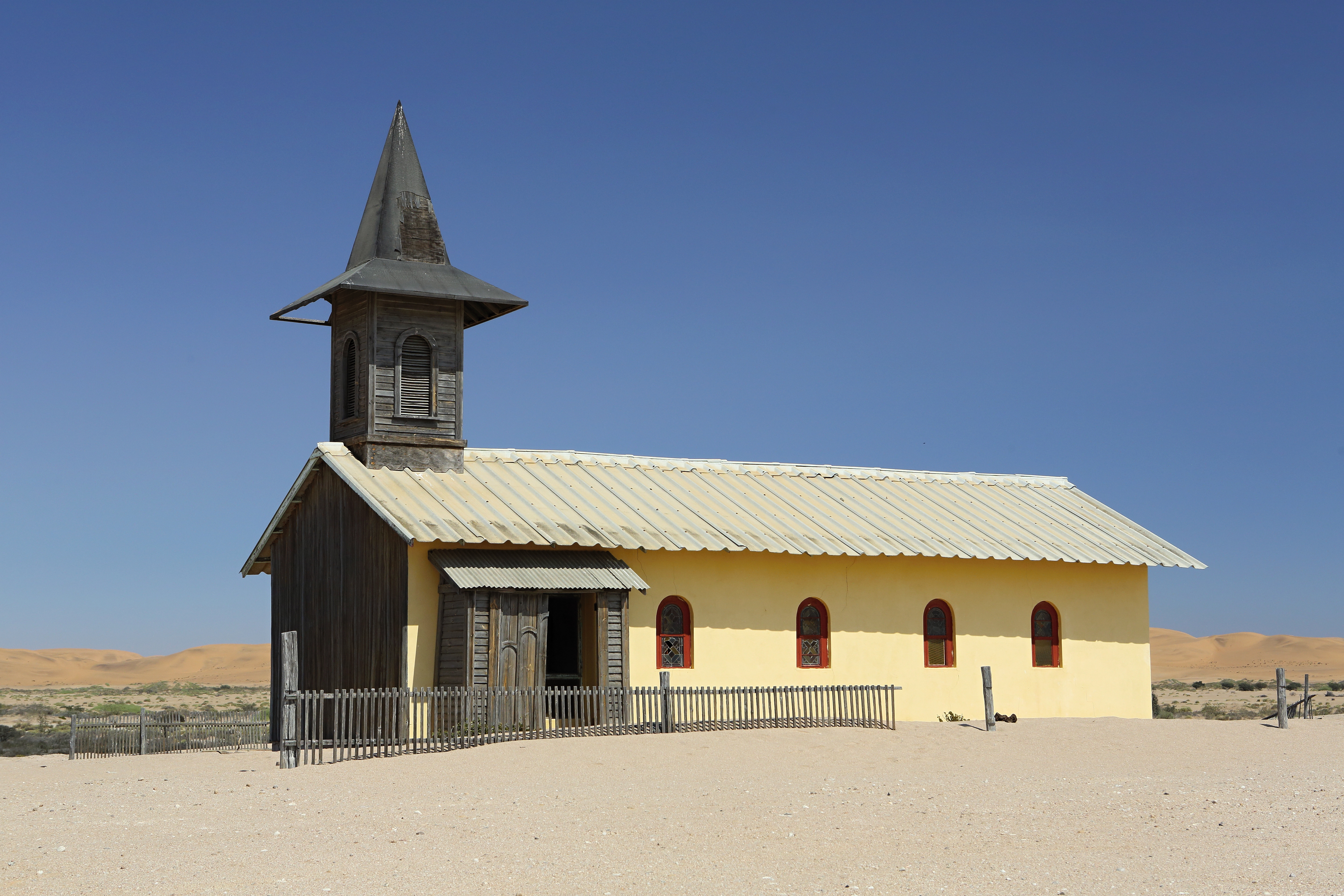
Scheppmanskirche in Rooibank (2014)

Rooibank (Khoekhoegowab: ǀAwangǁhans, zu Deutsch etwa Rotes Ufer) ist eine Geisterstadt und historische Missionsstation im heutigen Namibia. Der Ort liegt etwa 33 Kilometer südwestlich der Hafenstadt Walvis Bay am Kuiseb  im Namib-Naukluft-Park. Die 1846 gegründete Missionsstation wurde zunächst Keetmansdorf, nach Johann Keetman, benannt.

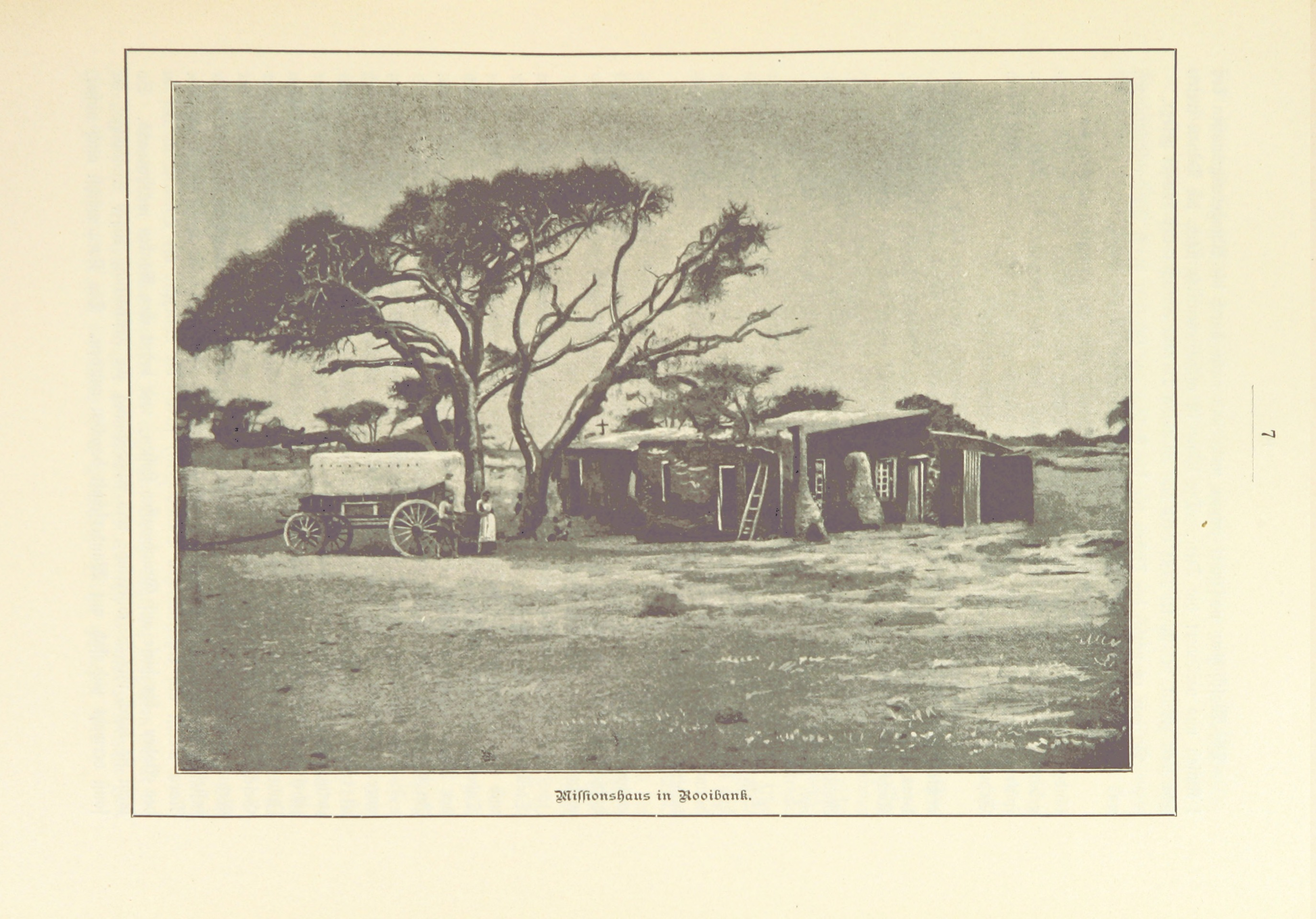
Missionshaus in Rooibank (1896)

Rooibank war später, zu Zeiten Deutsch-Südwestafrikas, Siedlungsgebiet der Topnaar. Heinrich Scheppmann (1818–1847) war zwischen 1845 und 1847 als Missionar dort tätig. Der Grenzstein am Kuiseb verlief ursprünglich dort durch sein Haus. Nach seinem Tod im August 1847 wurde der Ort nach ihm Scheppmannsdorf benannt.
Heute erinnert noch die 1846 binnen vier Tagen errichtete Scheppmannskirche an den Ort. Zudem befindet sich dort eine wichtige Trinkwasserförderanlage der Namibia Water Corporation für Walvis Bay.

## Anmerkung
1. ↑  Anmerkung: Dieser Artikel enthält Schriftzeichen aus dem Alphabet der im südlichen Afrika gesprochenen Khoisansprachen. Die Darstellung enthält Zeichen der Klicklautbuchstaben ǀ, ǁ, ǂ und ǃ. Nähere Informationen zur Aussprache langer oder nasaler Vokale oder bestimmter Klicklaute finden sich z. B. unter Khoekhoegowab.